# Sara Landry
Sara Landry est une DJ et productrice américaine de techno, basée à Amsterdam, aux Pays-Bas,. Elle se fait connaitre grâce à ses sons de hardtechno. Elle est la fondatrice et propriétaire du label techno Hekate Records,. En 2024, elle devient la première artiste hardtechno à se produire sur la scène principale de Tomorrowland, et se classe 75e dans le sondage Top 100 DJs du DJ Mag.

## Biographie

### Enfance
Landry naît dans la région de la baie de San Francisco, en Californie . À l'âge de trois ans, elle déménage à Boulder, dans le Colorado, puis à Austin, au Texas, après le divorce de ses parents. Elle déménage à New York pour ses études à l'age de 17 ans, où elle commence sa carrière de DJ tout en travaillant comme promotrice. Elle y étudie la finance, la psychologie ainsi que la publicité
Après avoir terminé ses études, Landry retourne à Austin, où elle se produit dans des discothèques telles que Kingdom, Plush, Parish, Vulcan Gas Company, et fréquemment au Ethnics Music Lounge. En 2018, elle sort son premier single Chasm. En 2019, elle signe avec le label Mau5trap, et sort son premier EP Wait.

### Carrière musicale
En 2021, Landry fonde Hekate Records, du nom de la déesse grecque de la sorcellerie. Le label a depuis sorti de la musique d'artistes établis, notamment Nico Moreno, Shlømo, Charlie Sparks et blk. , aux côtés des talents émergents de la scène techno.
En 2022, Landry s'installe à Amsterdam, aux Pays-Bas, où elle collabore avec Don Woezik sur l'album techno Delirium. Sa popularité connaît un essor considérable en 2023, son passage sur l'événement Boiler Room devenant le troisième set le plus écouté de l'année avec plus de 6 millions de vues. En 2024, elle est déjà reconnue comme l'une des figures de proue de la hardtechno, devenant la première artiste du genre à se produire sur la scène principale de Tomorrowland et à vendre des salles dans le monde entier, notamment un spectacle de 9 000 places à Bogotá et The Caverns dans le Tennessee, où elle devient la première artiste techno à se produire dans la salle souterraine.
Landry s'est produit dans les principaux festivals et salles de musique électronique du monde entier, notamment : Tomorrowland (Premiere artiste hard techno sur la scène principale, 2024), Electric Daisy Carnival Las Vegas (scène circuitGROUNDS), Creamfields, Festival Kappa Futur, Coachella (tente Yuma), Amphithéâtre de Red Rocks, et Brooklyn Mirage.

## Style musical et production
Landry est connue pour sa techno industrielle qualifiée « sombre, entraînante et divinement féminine ». Elle est productrice et ingénieure du son autodidacte. Elle est souvent surnommée la « Grande Prêtresse de la Hard Techno » en référence à sa place dans le genre. Son style musical allie sonorités industrielles à haute fréquence et éléments rituels, ce qui lui vaut d'être reconnue comme la productrice féminine la plus vendue du genre selon Beatport.

## Discographie

### Albums studio
- 2024 : Spiritual Driveby (Hekate Records)

### EP
| Titre                                    | Détails                                                                        |
| ---------------------------------------- | ------------------------------------------------------------------------------ |
| Wait                                     | - Sortie : 17 mai 2019 - Label : Mau5trap - Formats : Numérique                |
| Signal                                   | - Sortie : 1er novembre 2019 - Label : PinkStar Black - Formats : Numérique    |
| Sacrifice                                | - Sortie : 3 avril 2020 - Label: Kraftek - Formats : Numérique                 |
| Act of God (inspiré de The Outlaw Ocean) | - Sortie : 5 juin 2020 - Label : The Outlaw Ocean LLC - Formats : Numérique    |
| Queen of the Banshees                    | - Sortie : 18 janvier 2021 - Label: RAW - Formats : Numérique                  |
| Rebirth                                  | - Sortie : 9 avril 2021 - Label : Techno Germany Records - Formats : Numérique |
| Incoming                                 | - Sortie : 30 juillet 2021 - Label : Hekate Records - Formats : Numérique      |
| About Last Night                         | - Sortie : 17 décembre 2021 - Label : Possession - Formats : Numérique         |
| Delirium (avec Don Woezik)               | - Sortie : 20 mai 2022 - Label : Hekate Records - Formats : Numérique          |

### Singles
- 2020 : Value (autoproduit)
- 2022 : No Sleep (Hekate Records)
- 2023 : Chaos Magicka (avec Godtripper) (Hekate Records)
- 2023 : Legacy (Hekate Records)
- 2024 : Heaven (avec Alt8) (Hekate Records)
- 2024 : Prisoner (avec Alex Farell) (Hekate Records)
- 2024 : Pression (Hekate Records)

### Remixes
- Cardi B avec Megan Thee Stallion – WAP (remix de Sara Landry) (2020)